# Kaple Nejsvětější Trojice (Rosice)
Kaple Nejsvětější Trojice je barokní kaple ve městě Rosice v okrese Brno-venkov. Leží na kopci zvaném Trojice na jižním okraji města, kde je jednou z dominant Rosic. Přístupovou cestu tvoří křížová cesta s chráněným lipovým stromořadím. Samotná kaple je chráněna jako kulturní památka České republiky.

## Historie
Roku 1697 byla zahájena stavba kaple z popudu Jiřího Ruperta Hausperského, který ji založil jako nové poutní místo. Od dokončení roku 1701 se počíná poutní tradice na svátek Nejsvětější Trojice. Kaple vznikla spolu s poustevnou na místě původní habřiny. V roce 1722 vystavěna křížová cesta s 12 zastaveními z popudu Feliciána Julia Hausperského. V roce 1723 Felicián Julius Hausperský zemřel a jeho srdce bylo dle matričního záznamu pochováno v kapli.
Roku 1783 byla kaple v ohrožení, neboť císař Josef II. rušil církevní zařízení. V Rosicích byly v té době dvě kaple a obě byly navrženy na zrušení. Kaple sv. Jana Nepomuckého byla zbořena, kaple Nejsvětější Trojice ale nakonec zůstala zachována a zrušena byla pouze poustevna poblíž ní.

## Popis
Barokní kaple má půdorys trojúhelníka, jehož obvod tvoří šest apsid. Tři tvoří vrcholy trojúhelníka a tři jsou vnořené mezi nimi. Střecha kaple má tvar pravidelného šestiúhelníka, stejně jako střechy apsid. Původní šindelová střecha byla v 30. letech 20. století vyměněna za plechovou.

### Interiér
Uvnitř se ve vrcholových apsidách nacházejí oltáře. Východní oltář je hlavní, jihozápadní patří Panně Marii Svatotomské, severozápadní Panně Marii Mariazellské. V prvním patře se nachází kůr s torzem varhan a oratoře. Pod severovýchodní oratoří se nachází sakristie.